# Brachyscleroma choui
Brachyscleroma choui är en stekelart som beskrevs av He, Chen och Ma 2000. Brachyscleroma choui ingår i släktet Brachyscleroma och familjen brokparasitsteklar. Inga underarter finns listade.